# Rita Maria Radl Philipp
Rita Maria Radl Philipp, (Alemania, 24 de junio de 1952) es una socióloga e investigadora. Doctora en Filosofía y Ciencias de la Educación por la Universidad de Santiago de Compostela, es catedrática del Departamento Ciencia Política y Sociología de esta universidad. También es profesora con nombramiento oficial (Lehrbeauftragte) de la Johann Wolfgang Goethe Universität Frankfurt donde imparte materias de Sociología de Género y de la Universidade Estadual do Sudoeste da Bahia-UESB de Vitoria da Conquista en Brasil, del programa de doctorado: Programa de Pós-Graduação em Memória: Linguagem e Sociedade .

## Trayectoria profesional
Empezó sus estudios en Alemania, donde se graduó en Pedagogía Social en la Universidad Técnica de Darmstadt (1974). Más tarde, se graduó en Estudios de Sociología, Pedagogía y Psicología en la Universidad Johann Wolfgang Goethe de Frankfurt. Continuó sus estudios en España donde se licenció en Filosofía y Ciencias de la Educación en la Universidad de Santiago de Compostela (1981), universidad en la que realizó el doctorado en Filosofía y Ciencias de la Educación con la tesis Relaciones entre estructuras familiares, pautas de educación y desarrollo de la personalidad (1986).
Desde 1998 es coordinadora-directora del Grupo de Investigación Nacional: Sociología del Género – de la FES (Federación Española de Sociología).
Consiguió la plaza de Profesora titular de Universidad, del área de conocimiento de «Sociología», del Departamento de Sociología y Ciencias Políticas y de la Administración, de esta Universidad de Santiago. Santiago de Compostela, el 22 de mayo de 1989, siendo el Rector, Carlos Pajares Vales.
En 2004 fundó el Centro Interdisciplinario de Investigaciones Feministas y de Estudios de Género (CIFEX) de la Universidad de Santiago, del cual es directora. El CIFEX está dedicado a la investigación sobre las relaciones y roles sociales de las mujeres y los hombres en el contexto de Galicia.
Como investigadora Radl se ha centrado en los procesos de construcción de los roles de la mujer en el ámbito educativo, familiar y en los medios de comunicación.

## Premios
A lo largo de su carrera Rita María ha recibido diversas distinciones y premios de entre los que destacamos:
- Premio 8 Mujeres Pioneras, Ayuntamiento de Santiago de Compostela (2009).[6][7]
- Segundo premio, en la modalidad de investigación en los II Premios á Introducción na Perspectiva de Xénero na Docencia e na Investigación, de la Universidad de Santiago de Compostela (2011).[8]

## Publicaciones
Es autora o coautora de diversos artículos publicados en revistas especializadas como: Innovación educativa (Identidades, género y educación memoria educativa y la formación social de la identidad en educadoras en Brasil.  Publicado junto a Shirlene Santos Mafra Medeiros. Innovación educativa, 1130-8656, N.º 26, 2016, págs. 125-142); Bordón. Revista de pedagogía (Conceptos, teoría y desarrollo de la Pedagogía Social. Bordón. Revista de pedagogía, 0210-5934, 2340-6577, N.º 251, 1984, págs. 17-44); Revista de ciencias de la educación: Órgano del Instituto Calasanz de Ciencias de la Educación, entre otras.
También es autora y editora, destacando en estos dos campos las siguientes obras:

### Como autora
- Sociología crítica: perspectivas actuales. Madrid: Síntesis, 1996
- Respecto á igualdade. Vigo: Nova Galicia, 2005
- Respeitar a diferença. Vigo: Nova Galicia, 2007

### Como editora
- J.G. Fichte: Sobre la Capacidad Lingüística y el Origen de la Lengua. Madrid: Técnos (Traducción y revisión técnica)
- Mujeres e Institución universitaria en Occidente: Conocimiento, Investigación y Roles de género. Servicio de Publicaciones de la Universidad de Santiago, 1996
- Cuestiones actuales de Sociología de Género. CIS/Universidad de Santiago de Compostela-ICE, 2001
- Investigaciones actuales de las mujeres y del género. Santiago de Compostela: Universidade de Santiago de Compostela, 2011
- Violencia contra las mujeres: perspectivas transculturales. Santiago de Compostela: Universidade de Santiago de Compostela, 2014